# Salaparuta Inzolia
Il Salaparuta Inzolia è un vino a DOC che può essere prodotto nel comune di Salaparuta in provincia di Trapani.

## Vitigni con cui è consentito produrlo
- Ansonica minimo 85%,
- altri vitigni a bacca bianca, non aromatici, raccomandati e/o autorizzati per la provincia di Trapani, da soli o congiuntamente, con l'esclusione del Trebbiano toscano, sino al massimo del 15%.

Ansonica ed Inzolia sono sinonimi.

## Caratteristiche organolettiche
- colore: giallo paglierino più o meno intenso;
- profumo: delicato, gradevole;
- sapore: secco, sapido, armonico;

## Produzione
Provincia, stagione, volume in ettolitri